# Little Fighter 2
Little Fighter 2, LF2; (小朋友齊打交2 en chino) es un juego de lucha gratuito para PC de Hong Kong para Windows y es la secuela del juego Little Fighter. Little Fighter 2 fue creado por Marti Wong y Starsky Wong en 1999 y recibió una larga serie de actualizaciones.
El juego admite hasta 4 jugadores humanos en una computadora y un total de 8 personajes usando el juego en línea o con oponentes controlados por computadora. Los personajes se controlan mediante el teclado o un gamepad. Todas las teclas se pueden configurar de forma personalizada a través de un menú de configuración.
El juego tiene una secuela lanzada comercialmente, Little Fighter Online. En 2008, para celebrar el décimo aniversario de Little Fighter 2, se lanzó la versión 2.0. La actualización corrigió errores menores y agregó una función de grabación del juego, una nueva etapa llamada 'Supervivencia', una barra de herramientas del navegador y anuncios que se muestran mientras se carga el juego. La versión 2.0a se lanzó a finales de 2009 y solo se corrigieron errores.

## Personajes
Hay un total de 24 personajes jugables, 11 de los cuales son jugables inicialmente:
- Template: Un personaje débil y sin rasgos distintivos, originalmente utilizado como base para todos los demás.
- Deep: Un espadachín amarillo. Un personaje amigable para principiantes, sus ataques cuerpo a cuerpo son rápidos y poderosos, pero carece de alcance y movilidad.
- John: Un mago defensivo. Conjura hechizos mágicos para curar y mantener a raya a los enemigos, pero tiene un daño extremadamente pobre contra grandes grupos de enemigos.
- Henry: Un arquero musical. Además de disparar flechas, puede tocar la flauta para manipular la gravedad. Es rápido y sencillo de usar contra grupos grandes, pero vulnerable en combate cuerpo a cuerpo.
- Rudolf: Un ninja azul marino. Lanza estrellas ninja y utiliza trucos como la invisibilidad, la duplicación o la transformación. Al igual que el arquero, es increíblemente rápido, pero vulnerable en el combate cuerpo a cuerpo.
- Louis: Un luchador blindado. Un personaje lento y torpe, notable por su capacidad para salir de su armadura y así transformarse en LouisEX cuando está al borde de la muerte.
- Firen: Un mago de fuego. Puede mantener a raya fácilmente a un grupo de enemigos con sus hechizos de fuego, pero depende en gran medida del maná y es difícil usarlo con habilidad para combos.
- Freeze: Un mago de hielo. Un solo toque de sus garras o espada de hielo congelará tanto a los enemigos como a las bolas de energía. Un personaje excelente tanto para principiantes como para jugadores avanzados.
- Dennis: Un luchador delgado que depende en gran medida de las patadas. Puede presionar a sus enemigos con bolas de energía dirigidas (un aluvión de pequeñas bolas de energía o una gran bola de energía de seguimiento) o una ráfaga de poderosas patadas. Depende de combos para causar grandes daños.
- Woody: Un veterano que destaca en los duelos y los bailes en el campo de batalla. La recompensa por dominar su lento inicio combinado es una versatilidad y estilo inigualables. Woody también tiene la capacidad de teletransportarse a voluntad y desplegar ráfagas de energía.
- Davis: El protagonista principal. Se destaca en el boxeo y en disparar ráfagas de energía rápidas similares a Dennis. Pocos pueden resistir el poder de su golpe de dragón, pero él tiende a comprometerse demasiado con sus ataques.

Al escribir un código secreto que puede ser revelado al superar el 'Modo Escenario' en dificultad 'Difícil', se desbloquean los 13 personajes restantes, 4 de los cuales son los personajes jefes:
- Bat: Apareciendo en la etapa 5-2, este jefe acosará a los jugadores desatando constantemente un enjambre de murciélagos guiados y disparando láseres desde sus ojos.
- LouisEX: Apareció por primera vez en las etapas 3 a 5, este jefe con lanza es famoso por sus increíbles estadísticas físicas y su capacidad para disparar una onda de choque desde la palma de su mano varias veces seguidas.
- Firzen: Apareciendo por primera vez en las etapas 4 y 5, este maestro del fuego y el hielo cubrirá la arena con una lluvia elemental. Es conocido por poder matar a un jugador con una sola explosión o descarga de meteoritos, Firzen también parece ser una fusión de Freeze y Firen, ya que cuando ambos personajes tienen poca salud, pueden fusionarse encontrándose entre sí.
- Julian: El jefe final que aparece en la etapa 5-5, este espíritu maligno es un gigante enmascarado que resiste el daño y abruma a sus oponentes con múltiples cráneos guiados y proyectiles de energía masivos.

Los 9 personajes restantes son los minions comunes con los que se lucha a lo largo del escenario:
- Bandit: El enemigo más débil pero más común. No tiene habilidades especiales.
- Hunter: Un enemigo igualmente común y cobarde que puede aturdir al jugador con un golpe o con un disparo de su arco.
- Mark: Un culturista cuyos ataques cuerpo a cuerpo causan una enorme cantidad de daño. Puede embestir al jugador con una poderosa carga en el hombro.
- Jack: Un luchador versátil que usa tanto su Energy Blast como su Flash Kick, lo que le permite luchar tanto a corta como a larga distancia. Casualmente, se parece al protagonista de la película "Titanic" de 1997 (también llamado "Jack"; interpretado por Leonardo DiCaprio), aunque Jack apareció por primera vez en uno de los juegos más antiguos del creador (Davis Adventure).
- Sorcerer: Un mago encapuchado que puede disparar bolas de fuego o hielo, además de curarse a sí mismo o a otros enemigos.
- Monk: Un monje Shaolin que puede hacer retroceder a sus enemigos con una palma de onda de choque. Solo aparece una vez en la Etapa 5 y en Supervivencia como enemigo, pero por lo demás se lo ve comúnmente como un aliado.
- Jan: El único personaje femenino, es una maga de apoyo que puede conjurar demonios para atacar a cada enemigo desde arriba o convocar ángeles para curar a todos sus aliados a la vez.
- Knight: Un guerrero con armadura gigante. Su gruesa armadura y su escudo reflectante obligan a los jugadores a anular sus defensas con un ataque rápido antes de herirlo, para que no sean cortados por un golpe de su espada.
- Justin: Un siervo enmascarado que tanto física como en habilidades se parece a Julian. Utiliza una explosión de energía rápida pero de corto alcance y un golpe cuerpo a cuerpo especial.

Los personajes de terceros también están disponibles para descargar.

## Cómo se juega
Little Fighter 2 es un juego de lucha. Cada jugador elige un personaje que tiene habilidades únicas. Atacar a otro personaje hace que el jugador atacado pierda HP (puntos de salud), representado por una barra roja en el HUD. Cada personaje también tiene ataques especiales que se pueden activar presionando una determinada combinación de teclas. La mayoría de estos ataques especiales consumen MP (puntos de maná), representados por una barra azul en la pantalla frontal.
Ocasionalmente, pueden caer elementos desde arriba hacia la pantalla para ayudar a los jugadores. Los elementos van desde una botella de cerveza/leche, restaura maná/salud hasta una variedad de armas que se pueden usar en combate. Estos incluyen cuchillos, pelotas de béisbol, cantos rodados, cajas y bates de béisbol . Todas las armas sufren daños en combate y eventualmente se romperán.

## Modos de juego
1. El modo Versus permite a los jugadores humanos y de computadora luchar entre sí en el entorno que elija el jugador.
2. El modo Escenario, como en muchos juegos de acción beat'em-up clásicos, permite a los jugadores abrirse camino a través de cinco escenarios, con jefes aquí y allá. Puedes elegir una etapa y dificultad al inicio.
3. El modo Campeonato establece un grupo de torneo para determinar un ganador. Puedes elegir luchar individualmente o con un compañero humano o informático.
4. El modo Batalla es un modo de equipo en el que dos bandos comandan ejércitos masivos de jugadores de ordenador personalizables.
5. El modo Demo crea equipos aleatorios de 10 héroes controlados por computadora, creando un juego sin jugadores y permitiéndole al jugador estar en modo observador.

La dificultad se puede configurar en Fácil, Normal, Difícil o CRAZY! (frenético) para todos los modos excepto demostración. El código se puede utilizar en VS y Stage Mode. También hay una pequeña función de juego en línea que te permite conectarte y experimentar cualquiera de los modos enumerados anteriormente con otra persona.
La versión 2.0 agregó Grabación de reproducción, un nuevo modo que permite la reproducción de juegos grabados. También agregó Survival Stage, una nueva etapa independiente en el modo Stage, en la que los jugadores se abren camino a través de tantas oleadas de oponentes como puedan antes de morir.

## Recepción
CNET Download.com calificó a Little Fighter 2 con cuatro estrellas de cinco. La edición de noviembre de 2007 de la revista PC World describió el juego como adictivo y fácil de jugar.

## Legado

### Hero Fighter y Hero Fighter X
Hero Fighter es un juego de lucha gratuito basado en la web creado por Marti Wong. Este juego aún está en desarrollo, pero se lanzó una versión alfa a finales de julio de 2009. Este juego fue creado únicamente por Marti Wong. El juego tiene siete personajes: Drew, un boxeador bueno a corta distancia; Lucas, un espadachín equilibrado y todoterreno; Shawn, un arquero; Jenny, una luchadora defensiva con lanza (introducida en la versión 1.04); Gordon, un luchador con hacha de medio alcance (introducido en la versión 1.05); Jason, un lanzador de bumeranes y dagas; y Taylor, un mago especializado en curar y crear clones.

### Little Fighter Online
Los desarrolladores Oscar Chu y Marti Wong desarrollaron este juego MMORPG en U1 Technology, está basado en el contenido y la producción de "Little Fighter 2". El 22 de octubre de 2004 se publicó en Hong Kong y Taiwán y se publicará el 15 de junio de 2006. Este juego tiene más de 100 personajes controlables y más de 500 habilidades para que los jugadores las recopilen.

### Autores
- Página de inicio de Mart Wong 王國鴻
- Marti Wong
- Martial Studio

- Datos: Q2334340